# Scandalo dei petroli (1974)
Lo scandalo dei petroli fu un caso politico-finanziario scoppiato nel 1974 in Italia.

## Storia
Il 13 febbraio 1974 i segretari amministrativi dei partiti di governo (DC, PSI, PSDI, PRI) furono indagati dalla magistratura genovese per aver ricevuto fondi dall'Enel (compagnia elettrica di stato) e dalle compagnie dell'Unione Petrolifera, per una politica energetica contraria alle centrali nucleari: secondo il giudice Mario Almerighi, la tangente era del 5 per cento sui vantaggi derivanti ai petrolieri dall'approvazione di quelle leggi; era dunque direttamente conseguente agli effetti dei vari provvedimenti legislativi e non una tangente su contratti, su forniture. Quel cinque per cento veniva ripartito, in proporzione al rispettivo peso politico, tra tutti i partiti di governo.
Il IV Governo Rumor si dimise il 2 marzo 1974, con il ritiro di quella che il repubblicano Ugo La Malfa dichiarava essere la "delegazione" del suo partito al Governo. Il rientro nella maggioranza, anche se non nel Governo, fu propiziato dall'adesione alla richiesta del PRI di riconoscere la necessità di sormontare il discredito determinato dallo scandalo petroli (che coinvolgeva pesantemente anche suoi esponenti, collegati con la principale azienda petrolifera ligure) con una legge sul finanziamento pubblico dei partiti.
Proposta da Flaminio Piccoli ed approvata in meno di un mese, la nuova legge (n. 195 del 1974) al suo interno previde la norma incriminatrice del finanziamento illecito dei partiti in ragione della quale le contestazioni penali per molti segretari amministrativi e tesorieri di partiti di maggioranza furono derubricate.
La Commissione parlamentare per i procedimenti di accusa si occupò del caso e, l'8 marzo 1974, constatò l'avvenuta prescrizione dei fatti contestati agli ex-ministri Giulio Andreotti e Mario Ferrari Aggradi (entrambi della DC); deliberò l'archiviazione degli atti a carico di Giacinto Bosco (DC) e Luigi Preti (PSDI) e aprì un'indagine sull'operato degli ex-ministri Mauro Ferri (PSDI) e Athos Valsecchi (DC). Cinque anni dopo, il 24 gennaio 1979, la commissione inquirente si pronunciò in senso assolutorio nei confronti degli ultimi due ex-ministri coinvolti, non riscontrando a loro carico elementi di reato; la relazione del senatore Nicola Lapenta fu trasmessa il 9 febbraio successivo al Parlamento che, nei termini previsti dal regolamento, non produsse le firme necessarie per la messa in stato d'accusa degli ex-ministri inquisiti.